# Corydoras orphnopterus
Espèce
Corydoras orphnopterus, le corydoras à trompe, est un poisson du genre Corydoras rencontré au Pérou et en Équateur.

## Description générale
Le corydoras à trompe est un corydoras de taille moyenne : 5,5 cm environ. C'est une espèce grégaire et omnivore. Le nom de corydoras à trompe lui vient de son museau particulièrement allongé. 

## Répartition géographique
Ce corydoras se rencontre en Amérique du Sud, dans le Rio Bobonaza et le Río Pastaza,. 

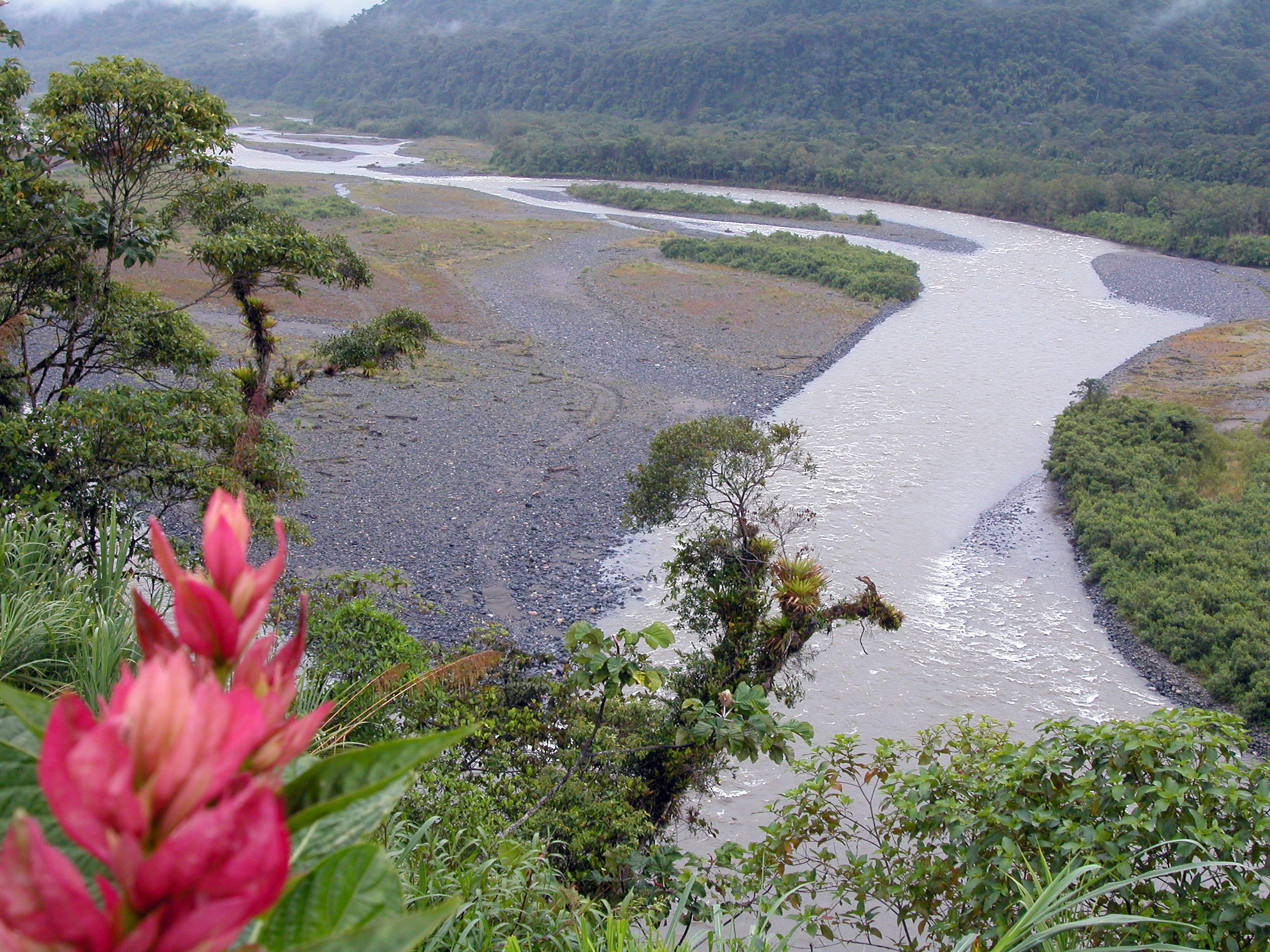
Le Río Pastaza

Condition de vie du poisson :
| pH | 6.0 à 8.0 |

| dH | 3.0 à 20 |

| T | 20 °C à 25 °C |